# Club des Pins
Le Club des Pins ou directement Club-des-Pins est une station balnéaire située à 25 km à l'ouest d'Alger, dans les communes de Chéraga et Staoueli, en Algérie.

## Histoire
Le Club des Pins tire son nom de la forêt de Pins à côté de la mer, à proximité de la station balnéaire de Moretti.
À l'origine, le Club des Pins était un lotissement particulier d'une trentaine de luxueuses villas appartenant à la grande bourgeoisie algéroise, qui furent « réquisitionnées » à l'indépendance pour les dirigeans du FLN. Par la suite, un petit village touristique fut construit en contrebas de cette forêt, en face d'une longue plage de sable fin. Des chalets, des bungalows furent construits et les touristes y affluaient chaque été durant les années 1970 et 1980 pour y passer des vacances.
En 1992, au début de la guerre civile algérienne, les autorités algériennes décidèrent de transformer le Club des Pins en une résidence d'État hautement protégée, pour l'agrément sécurisé des familles des hauts dignitaires. Pourvu d'interdictions spéciales vis-à-vis de la pêche, de l'agriculture, etc., sa direction est confiée à Hamid Melzi, un proche du patron du DRS (services secrets algériens), le général Mohamed Mediène, dit « Toufik », ce qui permet à ce dernier d'être renseigné sur les hôtes qui profitent du lieu.
En septembre 2013, son directeur, Hamid Melzi, est brièvement renvoyé. L'intervention du patron du DRS, le puissant général Toufik  aurait permis d'annuler cette décision.
En juillet 2015, une vingtaine de députés FLN demandent l'ouverture d'une commission d'enquête, l'accès à la résidence ayant été refusée à plusieurs d'entre eux.
En 2015, un fils d'Hamid Melzi se marie au Sheraton, en présence d'Amar Ghoul et Ahmed Ouyahia ; une enquête est ouverte pour des coups de feu tirés par les invités. En septembre 2015, à la suite de la mise à la retraite du général Toufik, la gendarmerie tente de reprendre le contrôle des accès au Club des Pins et retire son port d'arme à ses cadres dirigeants, alors que le renvoi de Hamid Melzi est annoncé comme imminent. En 2016, s'il est toujours en place, le wali d'Alger y fait démolir un restaurant construit par le fils du directeur.
En 2016, Algérie-Focus affirme qu'une villa refaite à neuf a été attribuée au fils d'Abdelmadjid Tebboune, ministre de l'habitat, de l'urbanisme et de la ville.
En 2019, alors que les manifestations se succèdent tous les vendredis, conduisant au départ du président Abdelaziz Bouteflika, le président par intérim Abdelkader Bensalah tente d'organiser au Palais des Nations du Club des Pins une conférence afin de revoir la commission électorale. Les ministres du nouveau gouvernement Bedoui sont directement logés à l'hôtel Sheraton. Dans la série de limogeages qui se déroule avec l'éviction du clan Bouteflika, Hamid Melzi est renvoyé de la direction du Club des Pins. Il est remplacé par le directeur de l'exploitation, Mourad Amrouche,.

## Description générale
Territoire luxueux et ultra-sécurisé,, notamment durant la guerre civile algérienne, il contient : 
Le territoire de la résidence Sahel, résidence du chef de l'État, uniquement accessible aux porteurs d'un laisser-passer spécial (familles de généraux, d'hommes politiques, hauts fonctionnaires,), et comprenant : 
- La nouvelle résidence d'État, achevée au début des années 2010[18], construite par un groupe chinois et comprenant 53 villas de luxe[19]. Ahmed Ben Bella, premier président de l'Algérie, est le premier à y résider[18],[20].

- Le Palais des Nations, construit au début des années 1960, qui accueillit durant cette décennie des évènements internationaux (Sommet Afro-Asiatique de juin 1965, Conférence des Non-Alignés, plusieurs sommets arabes)[21] et qui sert à la réception d'hôtes de marque ; Abdelaziz Bouteflika y a prêté serment après sa réélection en 2014.
- Un ensemble d'un millier[22] de villas ou « chalets » attribuées à des personnages importants de l'État [23]. Ils sont attribués automatiquement aux membres du gouvernement[22] ; leur taille dépend de l'importance de chaque personnage[16]. C'est aussi le lieu où l'État algérien loge un temps, la famille Kadhafi après la chute de ce dernier, notamment Hannibal Kadhafi[24].
- Une plage privée.
- Le Centre international de Conférences (CIC), inauguré en 2016 par le président Abdelaziz Bouteflika. Ce centre dispose d'un auditorium de 6 000 sièges et d'une salle de conférence de 700 places. On y trouve également six salles de réunion d'une capacité de 300 participants chacune, une grande salle de banquet d'une capacité de 3 000 personnes, une bibliothèque et une clinique équipée d'un bloc opératoire. Il comprend aussi un palais des congrès réservé aux chefs d’État, un autre palais des congrès commun à toutes les conférences internationales et nationales ainsi qu’un centre d’exposition[25]. Son coût initial avant retard (il était prévu pour 2013) était de 500 millions de dollars[26].

- L'hôtel cinq étoiles Sheraton-Club des Pins, possédant sa propre plage privée, entre la plage de la résidence Sahel et la plage Moretti.
- Moretti, autre zone de villas à accès restreint, comprenant une plage privée.

## Importance
Dépendant directement du Premier Ministère (Chef du gouvernement) jusqu'en 2022, il passe ensuite sous la tutelle de la présidence de la république. Son budget officiel est de 1 500 millions de dinars en 2015, sans compter les budgets pris en charge par chaque ministère. D'après Mondafrique, le budget réel serait le triple ou le quintuple de celui annoncé.
Le club des Pins est perçu au sein de l'opinion publique algérienne, comme un symbole décrié des privilèges obtenus par les cercles rapprochés du pouvoir algérien et leurs familles au détriment de la prospérité du reste de la population algérienne,,,,,.

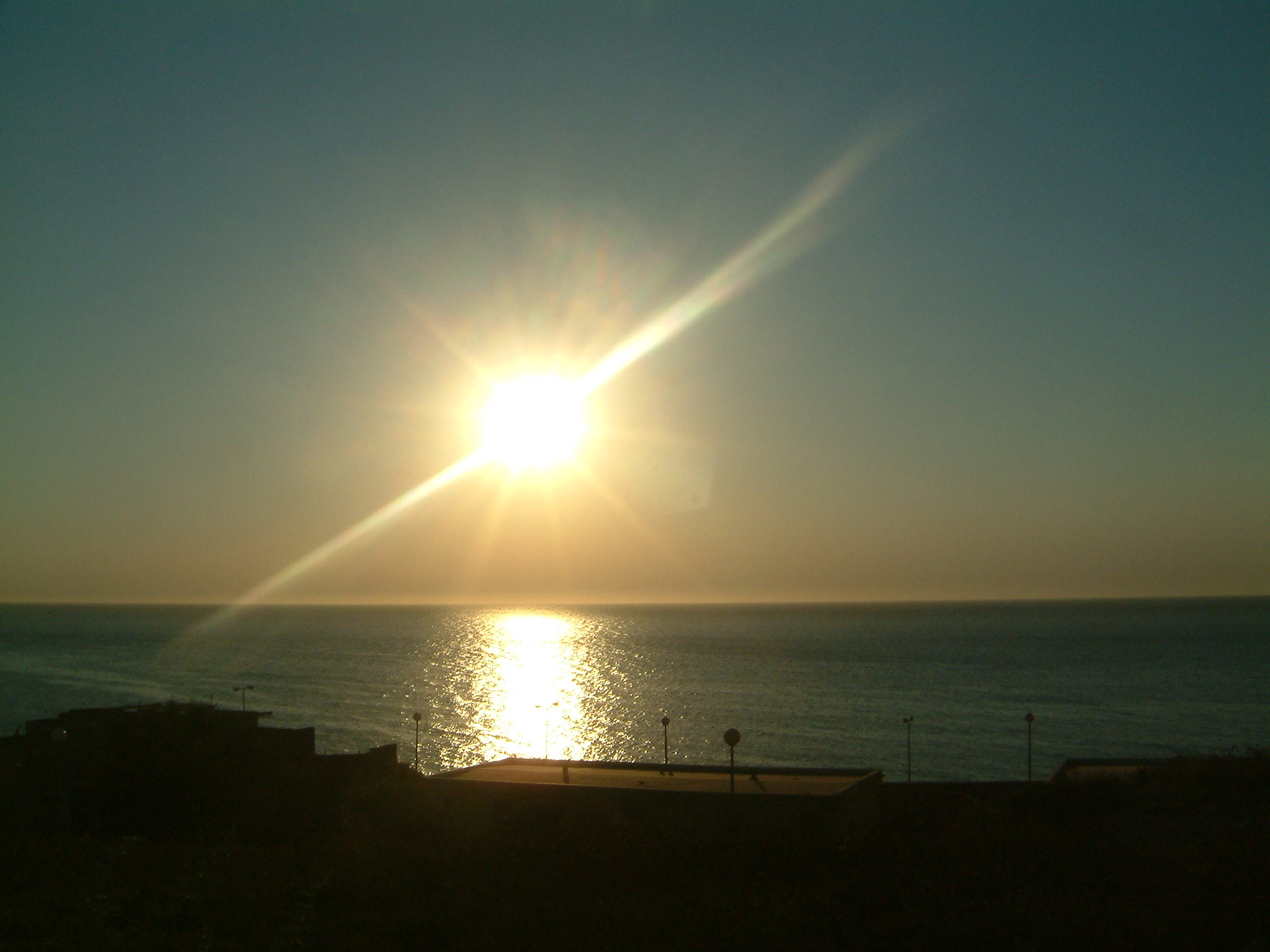
Coucher de soleil sur la plage du Club des Pins
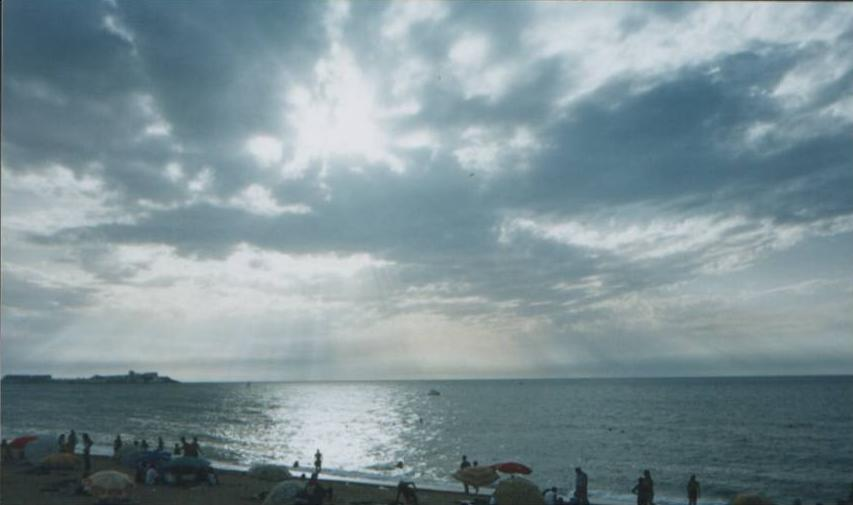
Plage du Club des Pins
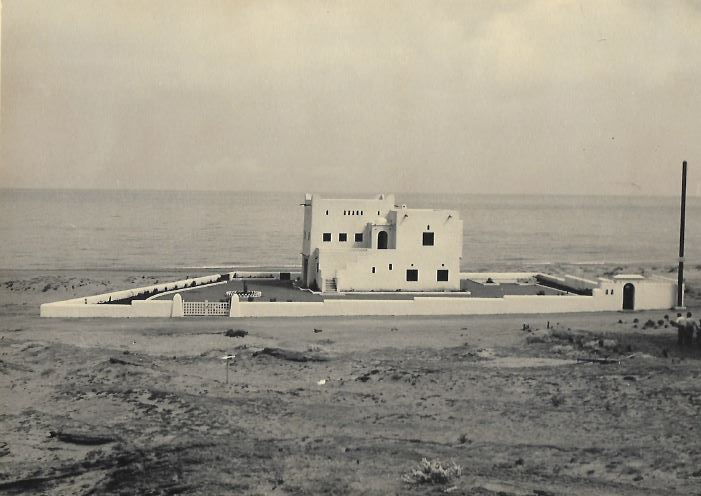
Bordj Simian (Club des Pins) par l'architecte Jacques Vidal. Photo par le studio Eichacker - c.1938